# Massry-Preis
Der Massry-Preis ist ein US-amerikanischer Wissenschaftspreis, der jährlich von der Meira and Shaul Massry Foundation vergeben wird. Der Preis ist (Stand 2017) mit 200.000 US-Dollar dotiert und dient der Förderung der biomedizinischen Forschung auf den Gebieten der Nephrologie, der Physiologie und angrenzender Gebiete.
Die Stiftung wurde 1996 von dem Nephrologen Shaul Massry (1930–2023) dem Inhaber der Bernard J. Hanley Professur für Medizin an der University of Southern California, gegründet.
Mehrere Preisträger (24 von 51, Stand Oktober 2024) gewannen später auch einen Nobelpreis.

## Preisträger
Spätere Nobelpreise sind in Klammern angegeben.
- 1996: Michael Berridge
- 1997: Mark Ptashne
- 1998: Judah Folkman
- 1999: Günter Blobel (Medizin 1999)
- 2000: Leland H. Hartwell (Medizin 2001)
- 2001: Avram Hershko (Chemie 2001), Alexander Varshavsky
- 2002: Oliver Smithies (Medizin 2007), Mario Capecchi (Medizin 2007)
- 2003: Charles David Allis, Roger D. Kornberg (Chemie 2006), Michael Grunstein
- 2004: Ada Yonath (Chemie 2009), Harry Noller
- 2005: Craig Mello (Medizin 2006), Andrew Z. Fire (Medizin 2006), David Baulcombe
- 2006: Akira Endō
- 2007: Michael E. Phelps
- 2008: Shin’ya Yamanaka (Medizin 2012), James Thomson, Rudolf Jaenisch
- 2009: Victor Ambros, Gary Ruvkun
- 2010: James Rothman (Medizin 2013), Randy Schekman (Medizin 2013)
- 2011: Franz-Ulrich Hartl, Arthur Horwich
- 2012: Jeffrey C. Hall (Medizin 2017), Michael Rosbash (Medizin 2017), Michael W. Young (Medizin 2017)
- 2013: Michael Sheetz, James A. Spudich, Ronald D. Vale
- 2014: Steven Rosenberg, Zelig Eshhar, James P. Allison (Medizin 2018)
- 2015: Philippe Horvath, Jennifer Doudna (Chemie 2020), Emmanuelle Charpentier (Chemie 2020)
- 2016: Gero Miesenböck, Peter Hegemann, Karl Deisseroth
- 2017: Rob Knight, Jeffrey I. Gordon, Norman R. Pace
- 2018: Gregg Semenza (Medizin 2019), William Kaelin (Medizin 2019), Peter Ratcliffe (Medizin 2019)
- 2019: Stanley T. Crooke, Ryszard Kole
- 2021: Svante Pääbo (Medizin 2022), David Reich, Liran Carmel